# Коприва (албум)
Коприва је трећи студијски албум босанскохерцеговачког кантаутора Ал Дина из 2005. године, у издању дискографске куће Хајат продукције. Све песме на албуму написао је и компоновао сам Ал Дино.

## Списак песама
1. Хамајлија
2. Коприва
3. Судњи дан
4. Чаршија
5. Кад ме Бебо не волиш
6. Босанска
7. Неком мјесец неком сунце
8. Само је небо дом
9. Одлазиш (бонус)
10. Све ће ово једном проћи (бонус)
11. Ту сам ја (бонус)
12. Седам година (бонус)